# Simone Gandolfo
Simone Gandolfo (Imperia, 5 marzo 1980) è un attore e regista italiano.

## Biografia
Nato a Imperia, debutta a teatro nel 1998. Recita poi per la televisione, prendendo parte a varie fiction televisive tra le quali La baronessa di Carini nel 2007, Zodiaco nel 2008 e Distretto di Polizia nel 2009. Dal 2011 è nel cast della serie TV R.I.S. Roma - Delitti imperfetti. Nel 2005 recita al cinema nel film La tigre e la neve, diretto da Roberto Benigni.
Fra il 2006 e il 2010 ha occasione di interpretare entrambi i campionissimi del ciclismo italiano, in due miniserie TV di Rai 1: Fausto Coppi nel 2006 in Gino Bartali - L'intramontabile e Costante Girardengo nel 2010 in La leggenda del bandito e del campione. È regista e sceneggiatore del cortometraggio L'architettura del mare.
Nel 2012 è regista del film horror Evil Things - Cose cattive, con protagonista Marta Gastini.

## Filmografia

### Cinema

#### Attore
- Lavorare con lentezza, regia di Guido Chiesa (2004)
- I fratelli d'Italia, regia di Roberto Quagliano (2005)
- La tigre e la neve, regia di Roberto Benigni (2005)
- Sotto il sole nero, regia di Enrico Verra (2005)
- Fratelli, regia di Andrea Di Bari (2008)
- Io sono Mia, regia di Riccardo Donna (2019)

#### Regista
- Evil Things - Cose cattive (2012)

### Televisione
- La Squadra 2, regia Vari - serie TV, episodio 2x24 (2001)
- Distretto di Polizia 3, regia di Monica Vullo – serie TV, episodio 3x07 (2002)
- Ferrari, regia di Carlo Carlei – miniserie TV (2003)
- Gino Bartali - L'intramontabile, regia di Alberto Negrin – miniserie TV (2006) – Fausto Coppi
- Graffio di tigre, regia di Alfredo Peyretti – miniserie TV (2007)
- L'uomo della carità - Don Luigi Di Liegro, regia di Alessandro Di Robilant – miniserie TV (2007)
- La baronessa di Carini, regia di Umberto Marino – miniserie TV (2007)
- Fuga con Marlene, regia di Alfredo Peyretti – film TV (2007)
- Codice Aurora – film TV, regia di Paolo Bianchini (2008)
- Zodiaco, regia di Eros Puglielli – miniserie TV (2008)
- Quo vadis, baby?, regia di Guido Chiesa – miniserie TV (2008)
- Distretto di Polizia 9, regia di Alberto Ferrari - serie TV, 7 episodi (2009)
- Crimini 2 – serie TV, episodio 8 (Luce del nord) (2010)
- La leggenda del bandito e del campione, regia di Lodovico Gasparini – miniserie TV (2010) – Costante Girardengo
- R.I.S. Roma - Delitti imperfetti – serie TV, 40 episodi (2011-2012)
- Gli anni spezzati, regia di Graziano Diana – miniserie TV, episodi 3 e 4 (2014)
- È arrivata la felicità – serie TV (2014)
- La strada dritta, regia di Carmine Elia – miniserie TV (2014)
- I Borgia - Terza stagione (Borgia) – serie TV, episodi 3 e 9 (2014)
- Un mondo nuovo, regia di Alberto Negrin – film TV (2014)
- Tango per la libertà, regia di Alberto Negrin – miniserie TV (2016)
- Don Matteo 10 – serie TV, episodio 21 (2016)
- Rocco Schiavone – serie TV, episodio 2 (La costola di Adamo) (2016)
- Un passo dal cielo 4 – serie TV, episodio 1 (La maschera del diavolo) (2017)
- C'era una volta Studio Uno – miniserie TV, (2017)
- Che Dio ci aiuti - serie TV, 5x09 (2019)
- La strada di casa - Seconda stagione, regia di Riccardo Donna - serie TV (2019)
- I ragazzi dello Zecchino d'Oro, regia di Ambrogio Lo Giudice (2019)
- Io ricordo, Piazza Fontana, regia di Francesco Miccichè – docu-drama (2019)
- Doc - Nelle tue mani - serie TV (2020-2024)
- Il clandestino, regia di Rolando Ravello - serie TV, 4 episodi (2024)